# 小西川
小西川（こにしがわ）は、京都府北部の京丹後市（旧峰山町域）を流れる竹野川水系の二級河川。全長5.0キロメートル、流域面積10.5平方キロメートル。

## 地理
小西川は奥吉原、小西にある切畑権現山から流れ出ている川で、西山、稲代、細谷、善明（現峰山町西山、安など）の支流を集め、峰山市街を東西に横断する。峰山町杉谷を東に流れ、同町丹波に入り、竹野川と合流する。京都丹後鉄道宮豊線峰山駅北側を、同線路と京都府道663号掛津峰山線を横切り東に流れる。

### 橋梁
1927年（昭和2年）に起きた北丹後地震の影響により、小西川には鉄筋コンクリート造の橋がいくつか架けられた。破損等により完全な形で残るものは少ないが、建築年代が不明のものを含め、太平洋戦争前の小西川に建造された橋は7か所ある。同地震後、城崎温泉の復興に際して大硲川に架けられた橋に比べると、小西川の橋は建築年代が様々で、デザインの統一が見られないなどの特徴がある。
| 建築年                 | 橋名     |
| ---------------------- | -------- |
| 1928年（昭和3年）3月   | 大橋     |
| 1929年（昭和4年）3月   | 樋田橋   |
| 1929年（昭和4年）4月   | 田町口橋 |
| 1929年（月日不明）     | 御旅橋   |
| 1935年（昭和10年）9月  | 朝日橋   |
| 1935年（昭和10年）10月 | 千歳橋   |
| 年代不明               | 早苗橋   |

## 歴史

### 災害史
2008年（平成20年）7月28日近畿一円の大雨で、京丹後市峰山町浪花で、小西川の水があふれた。京都地方気象台によると、京丹後市峰山町で午後1時30分までの1時間で81.0ミリの雨量を記録している。

### 改修
| 西暦   | 和暦     | 改修事項                                     |
| ------ | -------- | -------------------------------------------- |
| 1920年 | 大正9年  | 小西川中央部を四間幅に拡幅。                 |
| 1921年 | 大正10年 | 小西川上流を直線に改修。                     |
| 1922年 | 大正11年 | 小西川下流部を直線に改修。                   |
| 1935年 | 昭和10年 | 小西川（安池内）を直線に改修、堤防道路完成。 |

## 文化
2016年（平成28年）3月に閉校した京丹後市立吉原小学校の校歌の1番の中で「小西川」の名が歌われている。
2012年度（平成24年度）には市民と行政が協働で活動するための組織「みんなで小西川に人集う小径（こみち）をつくろう協議会」が結成された。府民が遊歩道の活用を提案し、行政は空間整備を受け持つという事業において、小西川堤防を歩く企画、世界一長い丹後ばらずし作りを行うなど様々な活用方法が提案、採択された。2014年（平成26年）3月23日に河川の遊歩道「ゆめサンサンロード」が完成した。

## ギャラリー

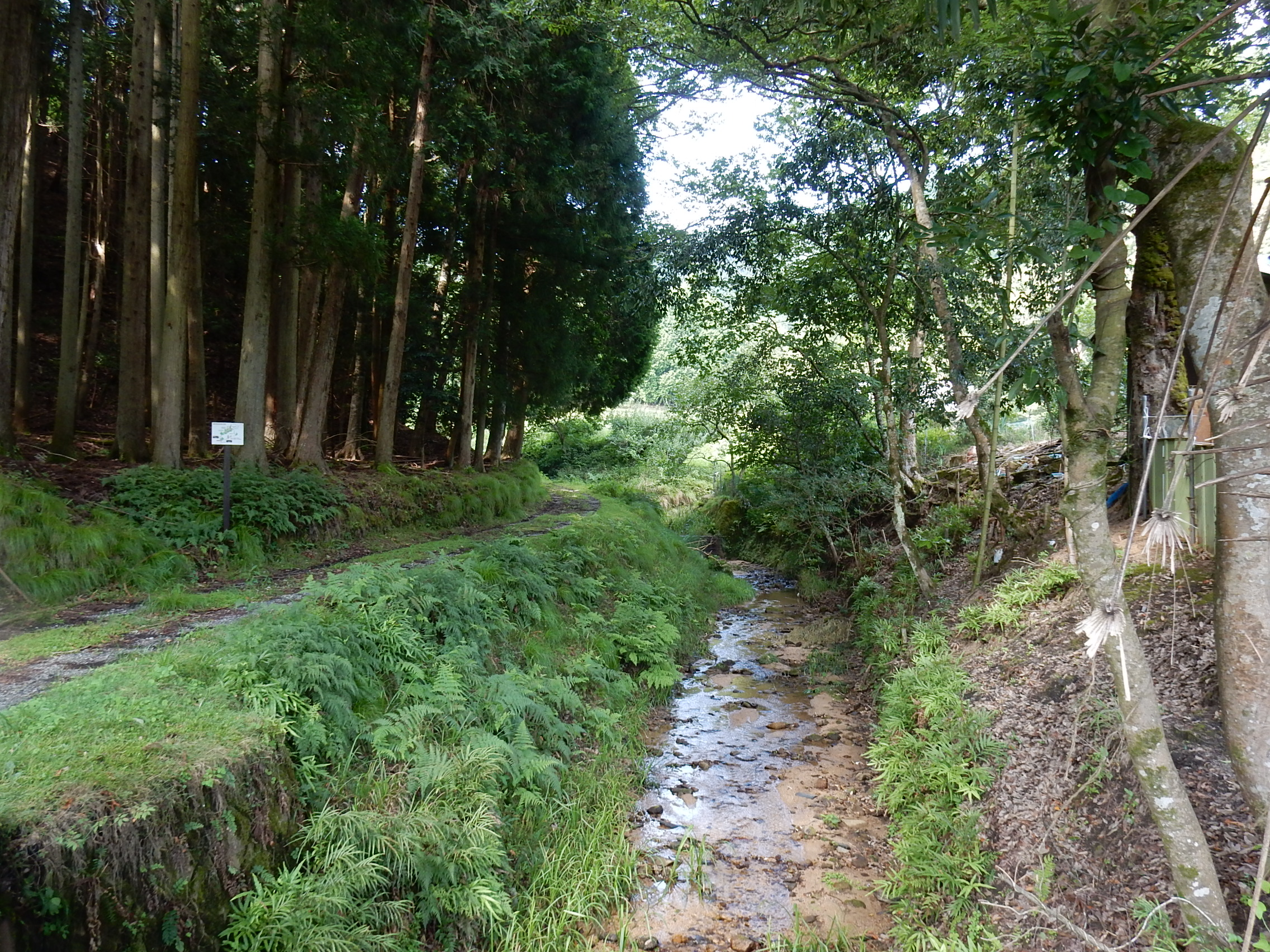
京丹後市峰山町小西付近の上流部。左手は奥吉原城跡入り口。
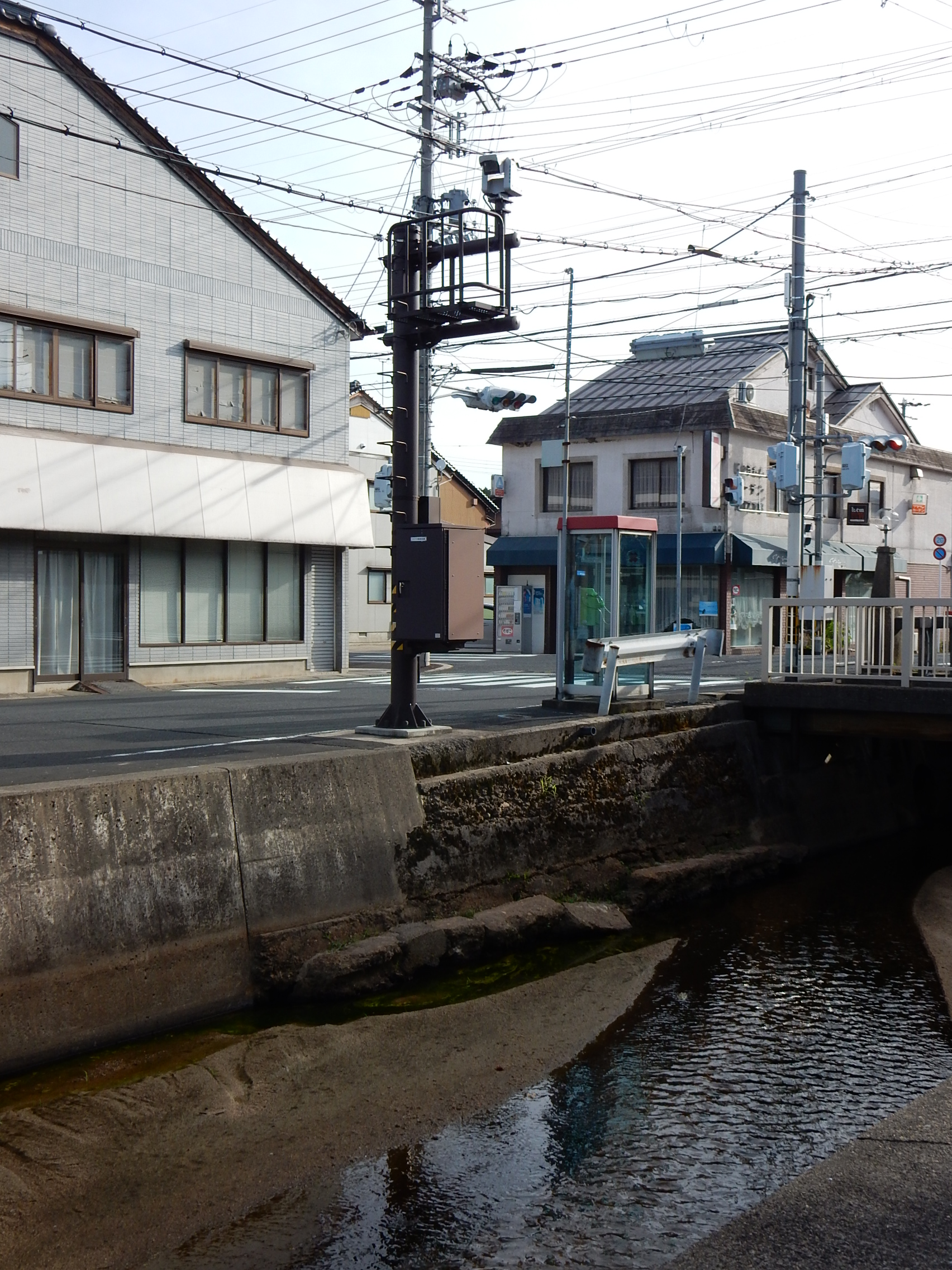
京丹後市峰山町御旅付近。京都府河川情報　河川防災カメラ。
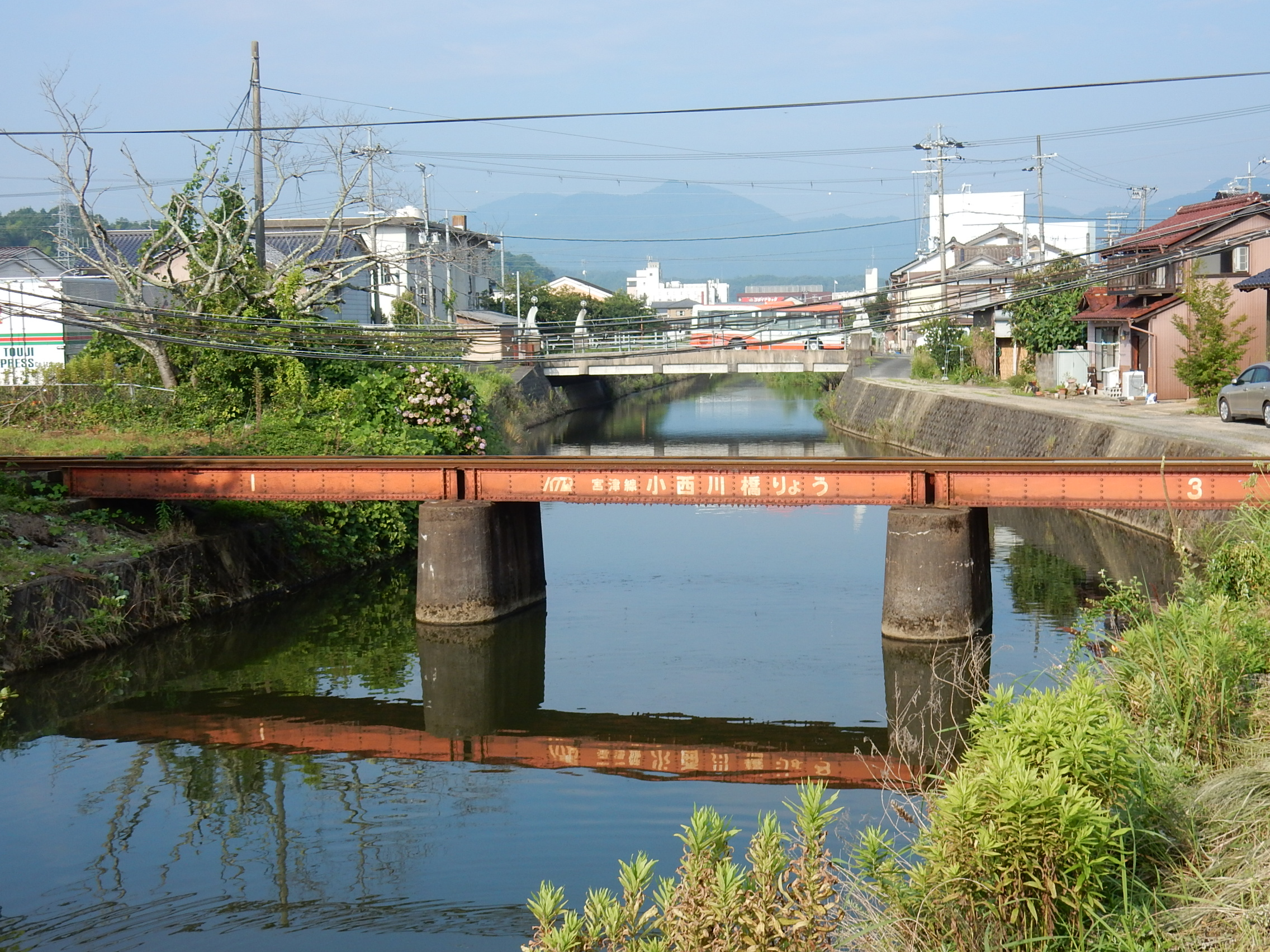
京丹後市峰山町丹波付近。京都丹後鉄道宮豊線の橋梁。
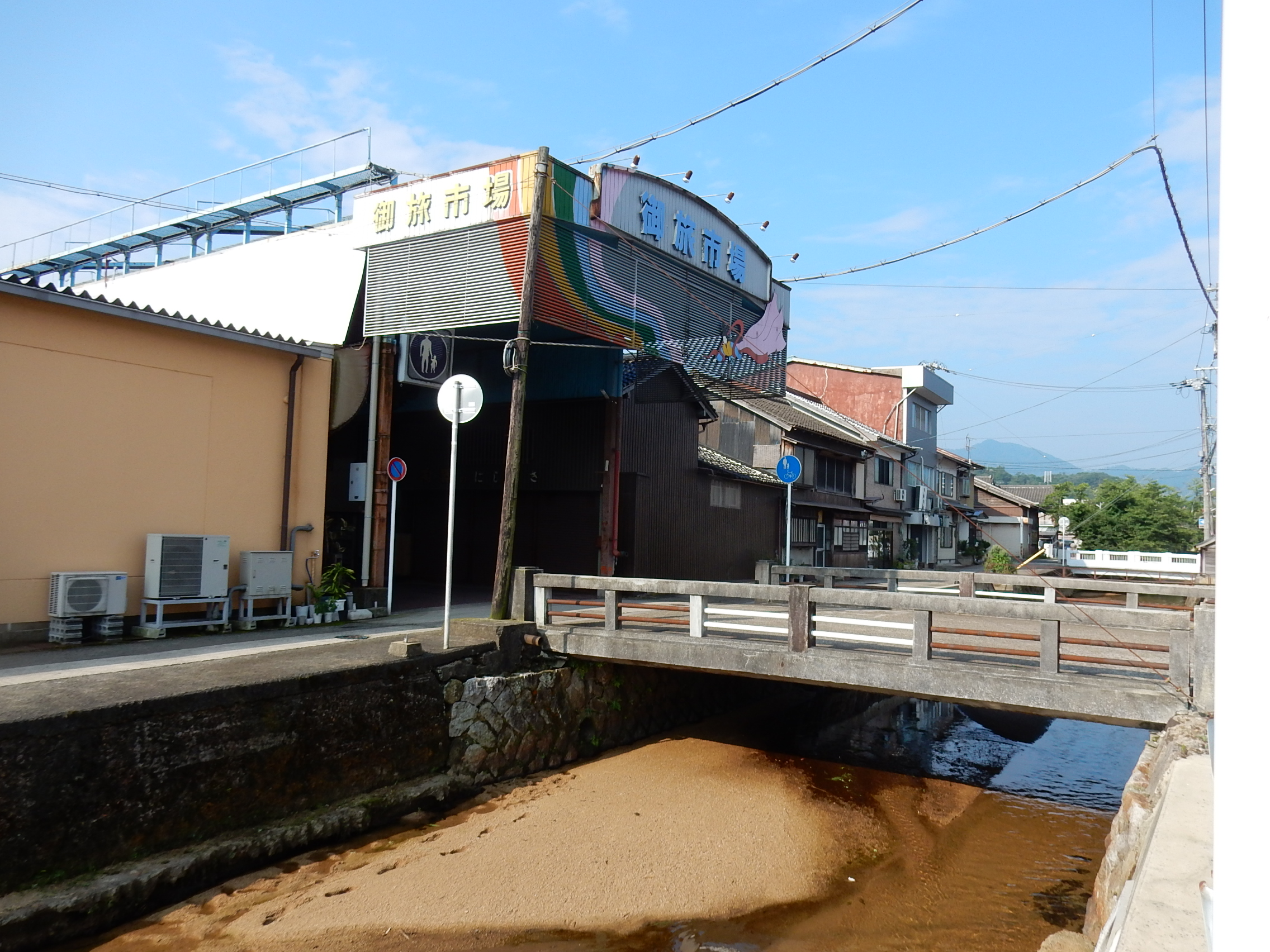
京丹後市峰山町御旅付近。御旅市場。
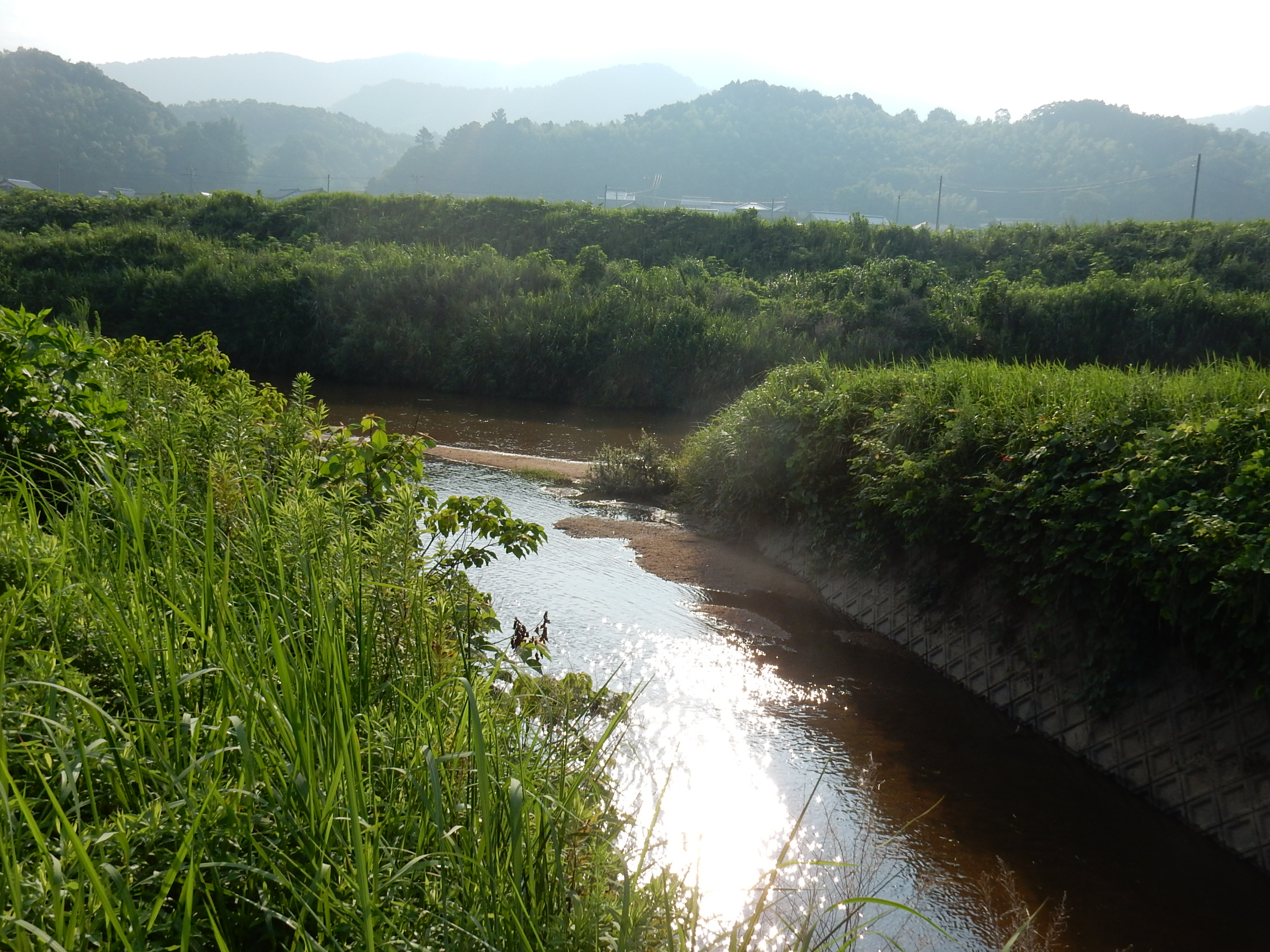
京丹後市峰山町丹波付近。竹野川との合流付近。